# 學甲法源禪寺
法源禪寺是臺灣臺南市學甲區的一間佛寺，主祀為西方三聖（阿彌陀佛、觀世音菩薩、大勢至菩薩），陪祀有文殊菩薩、普賢菩薩、韋陀、伽藍二護法等，佛寺地處嘉南平原定寺名為法源，是取直指佛法之本源並普度眾生之意。

## 簡史
禪寺的起源是出自一個私人的信仰，於光緒6年(1880年)後社庄今一秀里有一庄民李寄，將觀音菩薩神尊恭奉於自家之中，也供鄰里的庄民前來禮佛朝拜。其後庄中更有陳清順、李葛、林串條、李棍、謝武、陳興、李學、阿清候、陳金春等善信尊李寄為師，便於光緒12年(1886年)二月共創佛堂，並定佛堂之名為萬成堂，開始是一個在家持齋修行的齋教團體。    
光緒30年(1904年)開山堂主李寄歸真後，堂務由其弟子陳清順承續，到宣統二年(1910年)時陳清順等九名弟子前往鹽水埤仔尾堂，迎請三尊觀音菩薩尊身回佛堂供奉。在大正五年(1916年)闢設佛教佈教所，至昭和2年(1927年)陳清順認為，佛寺的住持應由僧人擔任方才合於教義，便稟明佛陀後期許創立純正的佛教僧團，且於同年十二月籌畫遷移至現址重建萬成堂，並商請周圓、永錫二位禪師協助。
1930年大雄寶殿落成，並且恭奉玉質釋迦文佛與華嚴三聖，以及韋陀、伽藍兩尊護法神祇，同年眾信徒代表召開會議，推選當時已剃度之義常禪師即陳清順為第一代第二任住持，而錫禪師則在佛寺竣工之後，即前往嘉義竹崎清華山擔任德源禪寺住持，其後又建靈山寶塔，以便讓往生的鄉民進行火化與歸葬。
1936年三月義常禪師圓寂，信徒代表與一些地方仕紳招開會議，由日籍僧人東海宜誠禪師提名議決，聘請永錫禪師為第二代第三任住持，待至1948年，惟覺禪師留學歸國後旋即繼任第三代第四任住持，同時更迭寺名為清涼山法源禪寺。惟覺禪師接續近三年教務後即卸任旋即駐錫清華山，然之後相繼奔走於嘉義佛教教會行政及德源禪學院，繼任之住持則由永靜尼師接任為第五任住持，然領眾三年後又旋即告老歸隱清華山。  
1953年永錫禪師復出任職住持為第六任住持，其後禪師增建大殿以及兩廡之僧寮，並建置寺產土地一甲餘。為追思先賢於1961年增建祖師堂，1965年大殿再度擴建竣工，1966年禪師因年邁之故告退寺務便交與弟子處理，由開雲禪師繼任住持開果則擔任監院一職，1968年為配合學甲國民中學因擴建標地興學所需，遷建五層靈山寶塔。
由於信徒日漸增多原建置場域不敷使用，加上善信不時的倡議，1987年乃決議拆除原建築予以重建，同年十月動土重建禪寺，新禪寺設計有大雄寶殿、圓通寶殿、僧寮、齋堂、講堂等建築，另也增設幼稚園校區及活動中心。歷經七年的建造， 1994年一月，建寺百十週年舉辦佛學講座暨全國詩人聯吟大會，並傳授在家五戒、菩薩戒法，於同年舉行盛大落成慶典。

## 教育
1972年起開辦法源寺托兒所，同時增置土地1甲2分，至1979年於寺前置新式樓房兩棟設立宏耀紀念圖書館。1982年復又申請法源寺幼稚園，正式立案。

## 公益
1978年十月成立法源慈愛基金會，以濟助急難貧困並設置獎助學金，鼓勵鄉民子弟向學。慈善會於2023年認養14位弱勢兒少未來每月的健保費，同時獲得臺南市重慶寺、鹿耳門天后宮、嘉義市城隍廟、嘉義縣半天岩紫雲寺等捐款成立「健保愛心專戶」，協助弱勢兒少們繳清所積欠的健保費用。
1998年臺南縣消防局成立時，法源禪寺捐助學甲區第一輛救護車。另外由禪寺住持開雲法師代表，購置救災指揮車及碳纖維氧氣瓶與臺南市政府消防局。

## 圖集

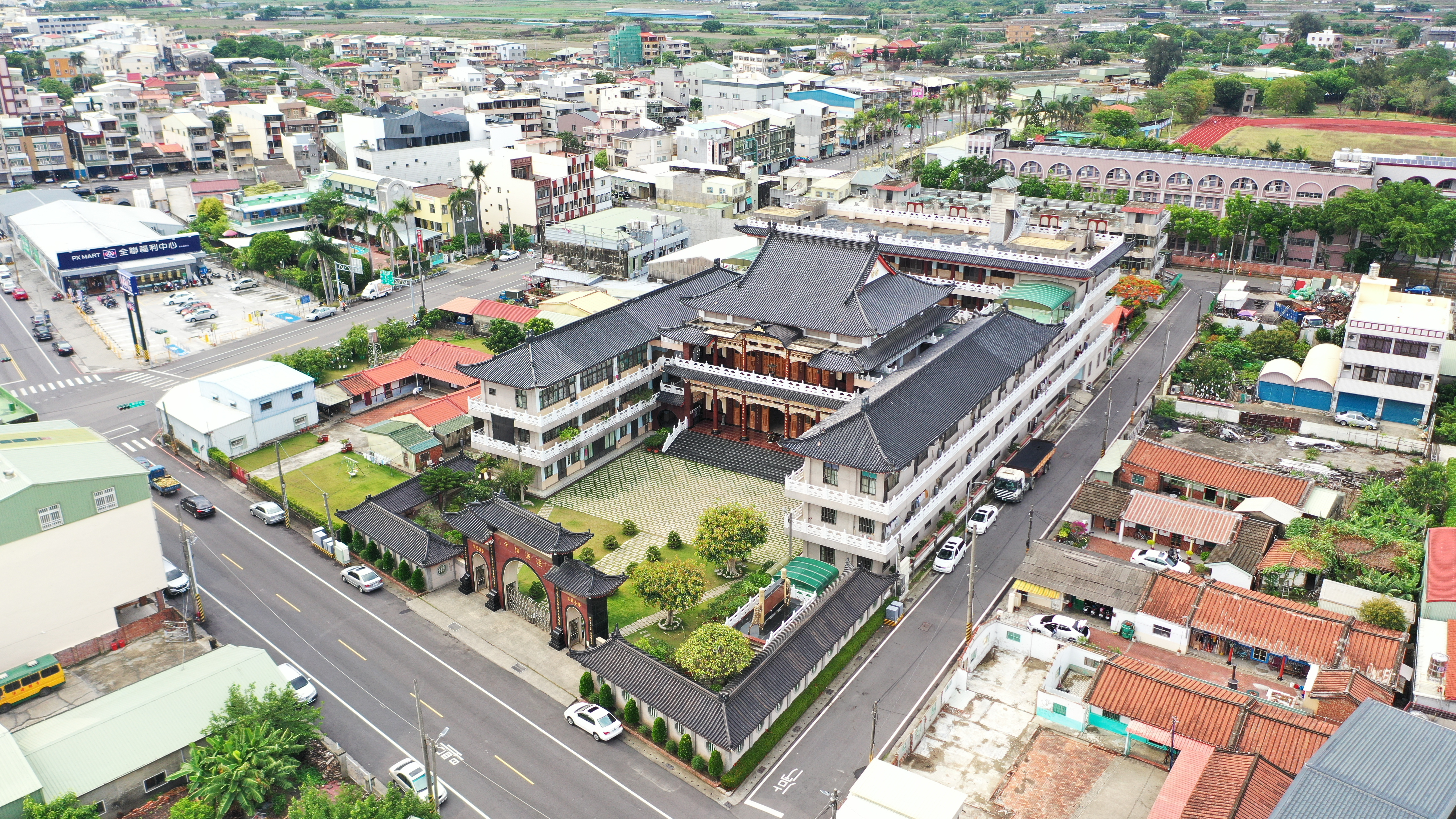
學甲法源禪寺-空照
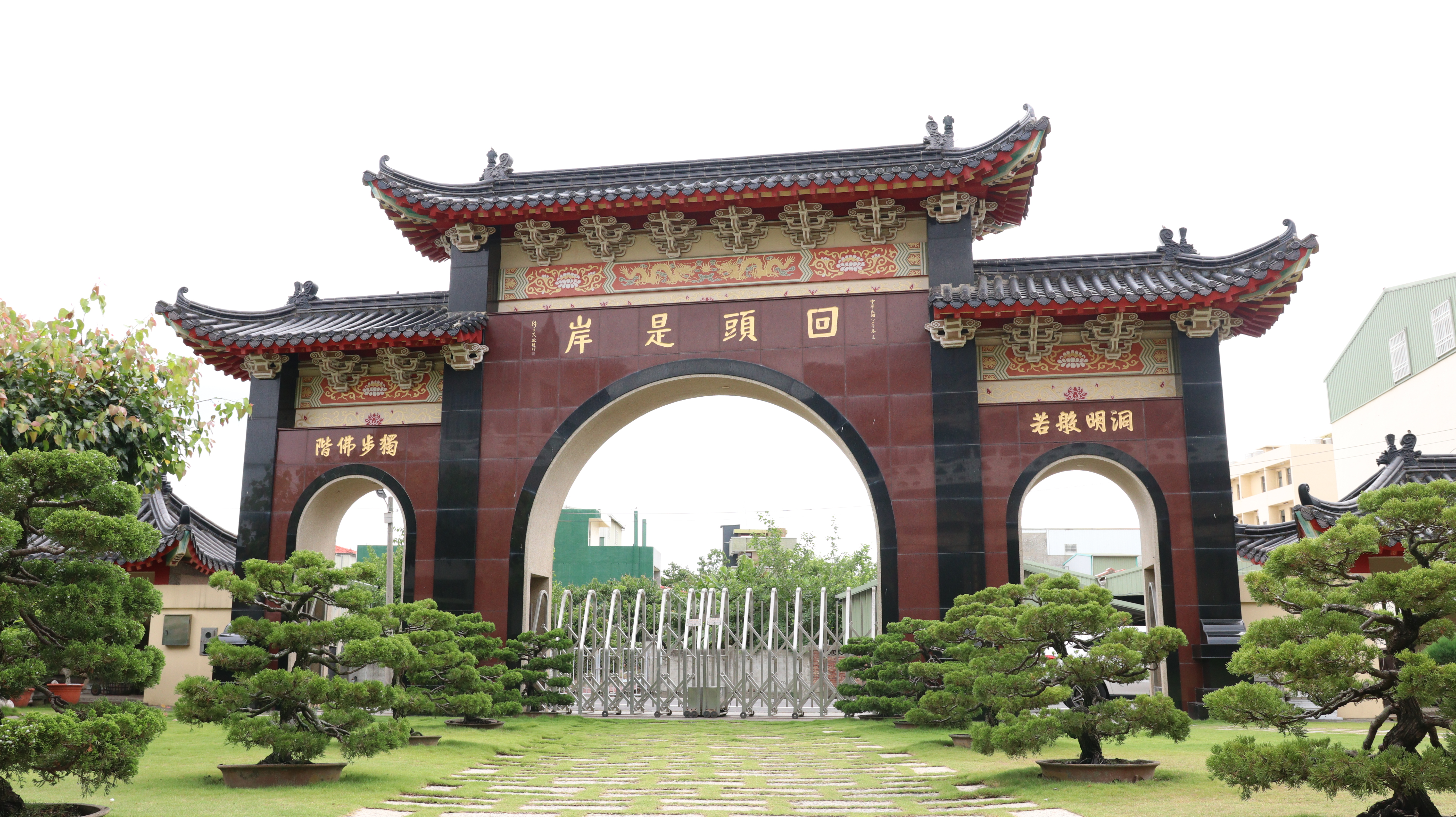
學甲法源禪寺-山門日景
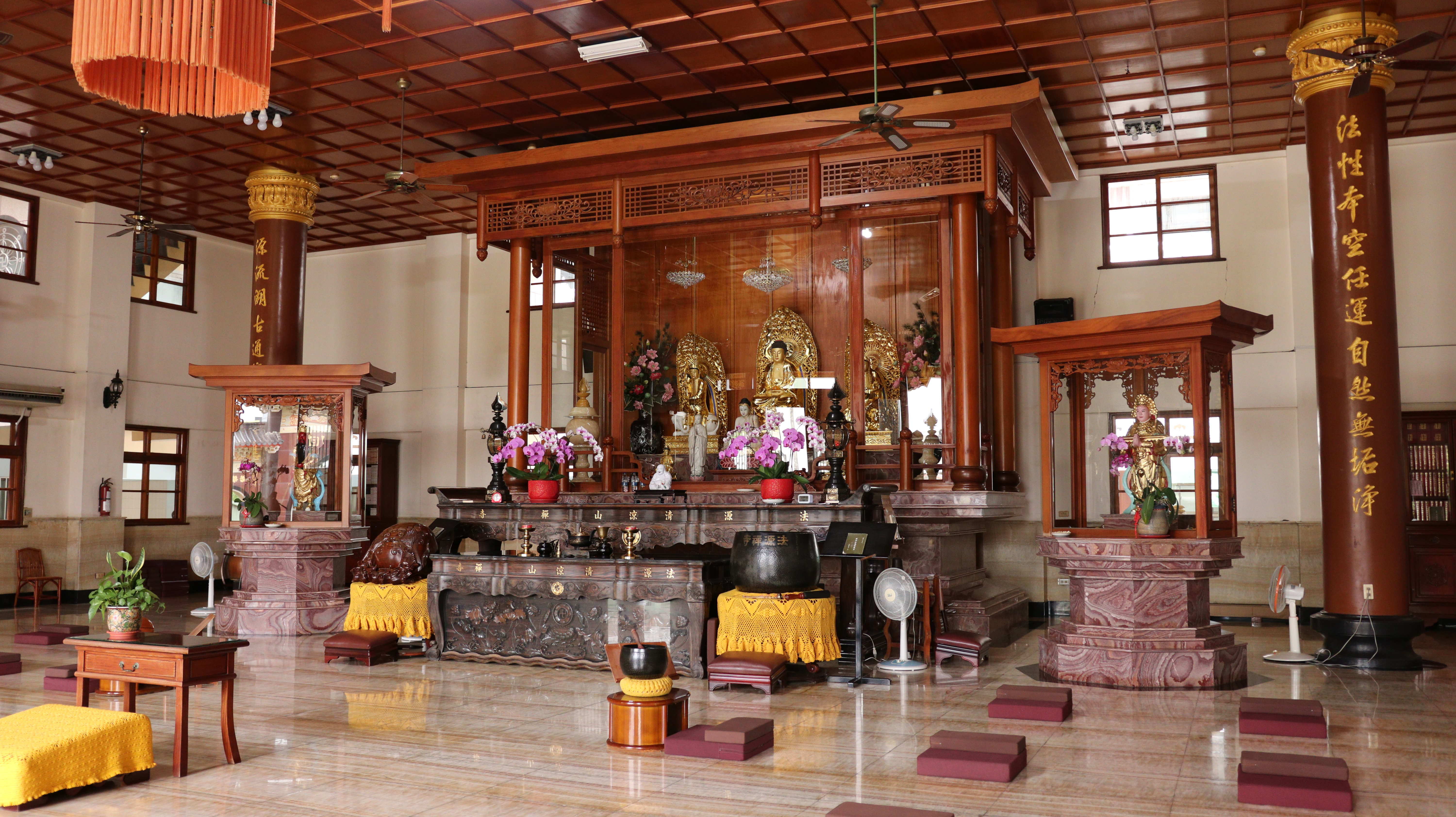
學甲法源禪寺-大雄寶殿
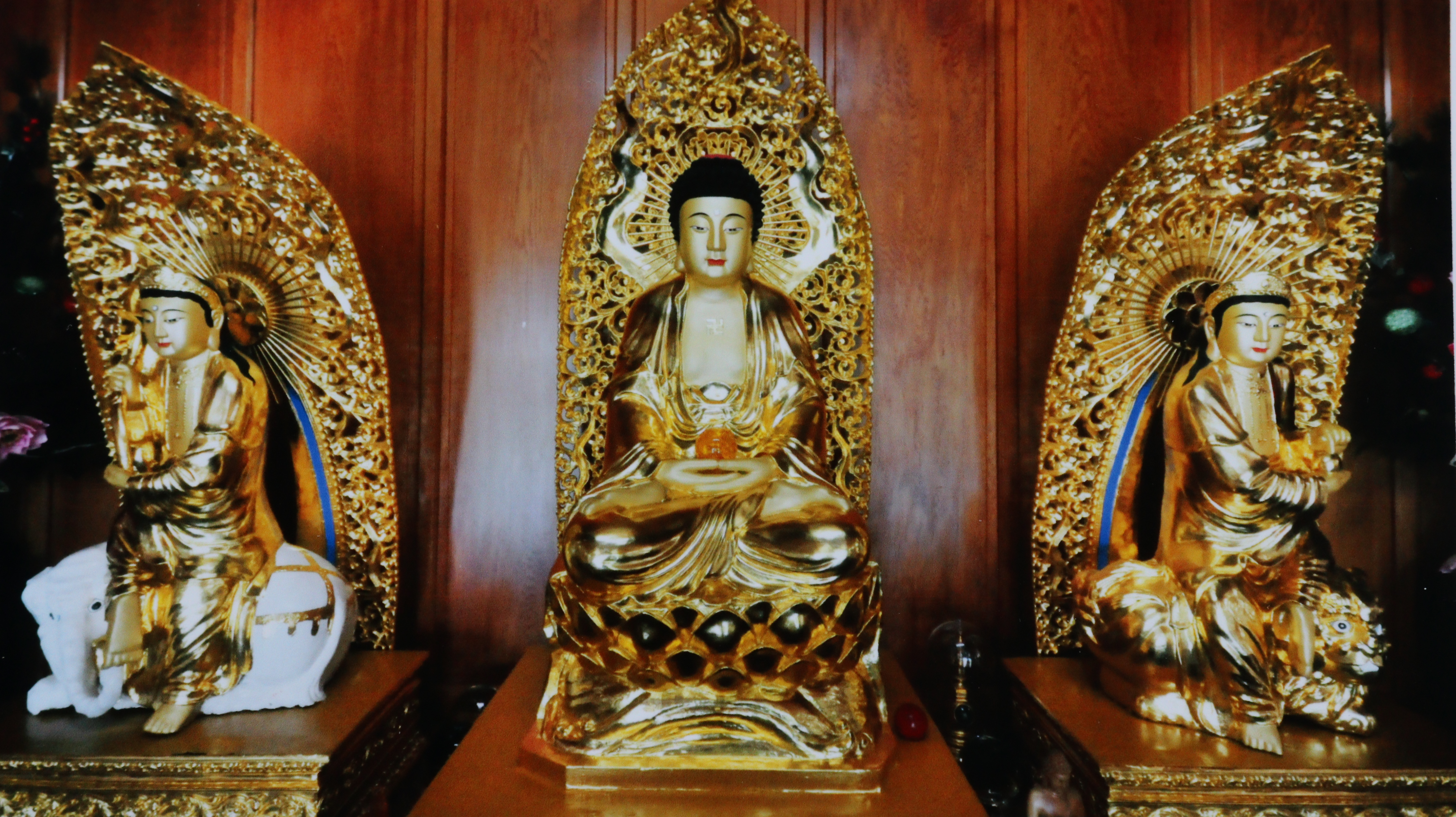
學甲法源禪寺-西方三聖
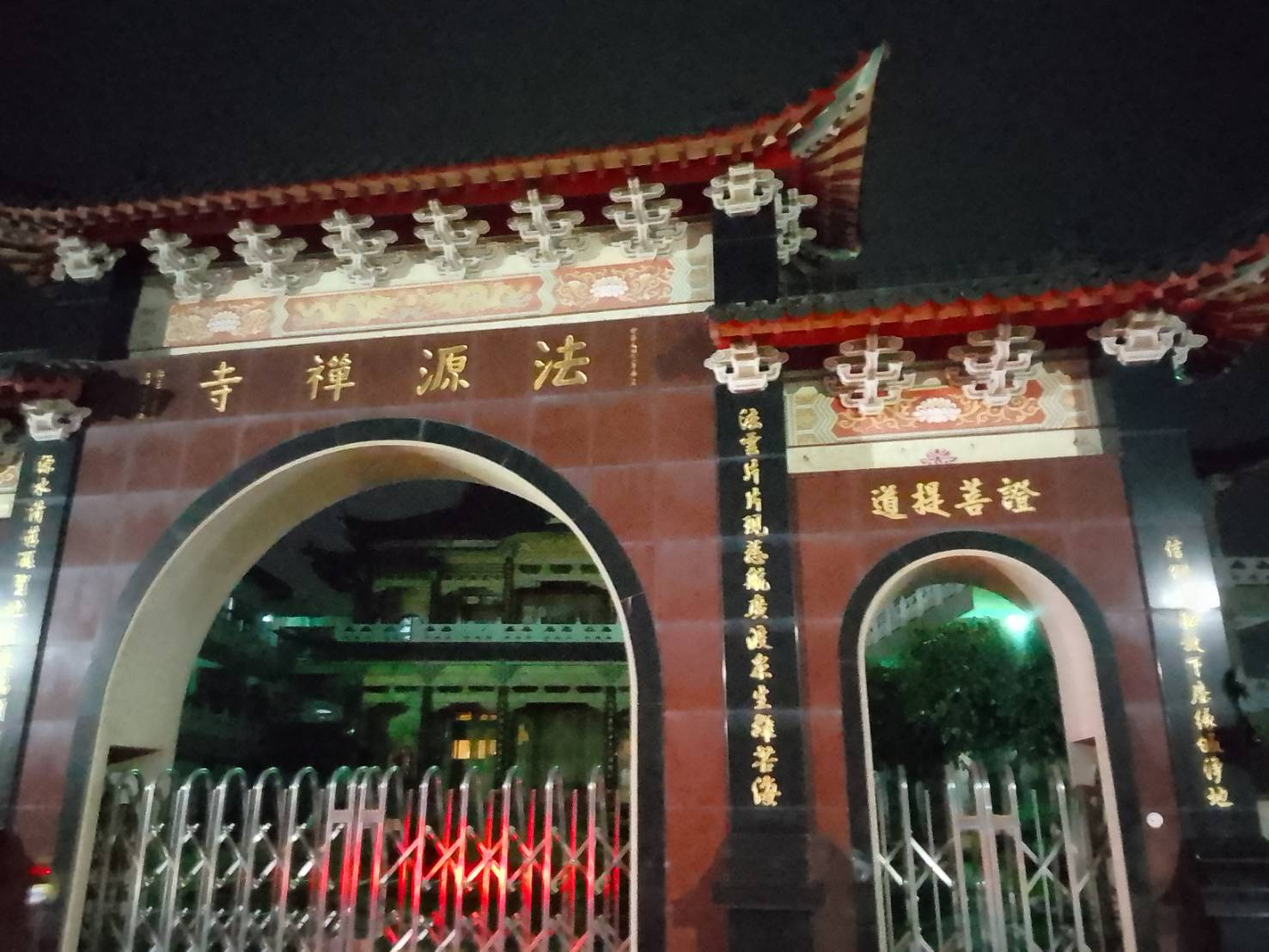
學甲法源禪寺-山門夜景
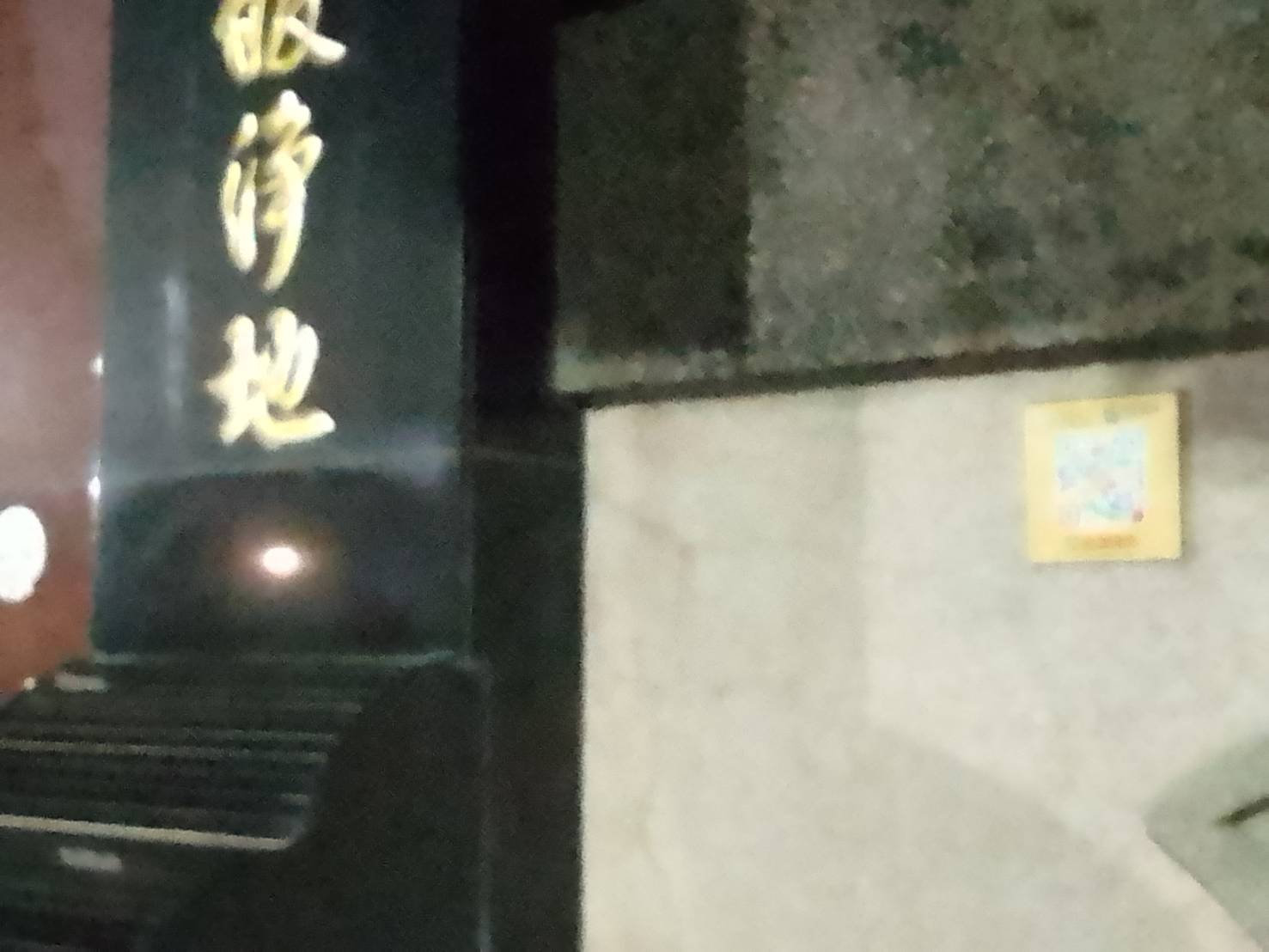
學甲法源禪寺-維基小鎮地標2維條碼磁牌相對位置
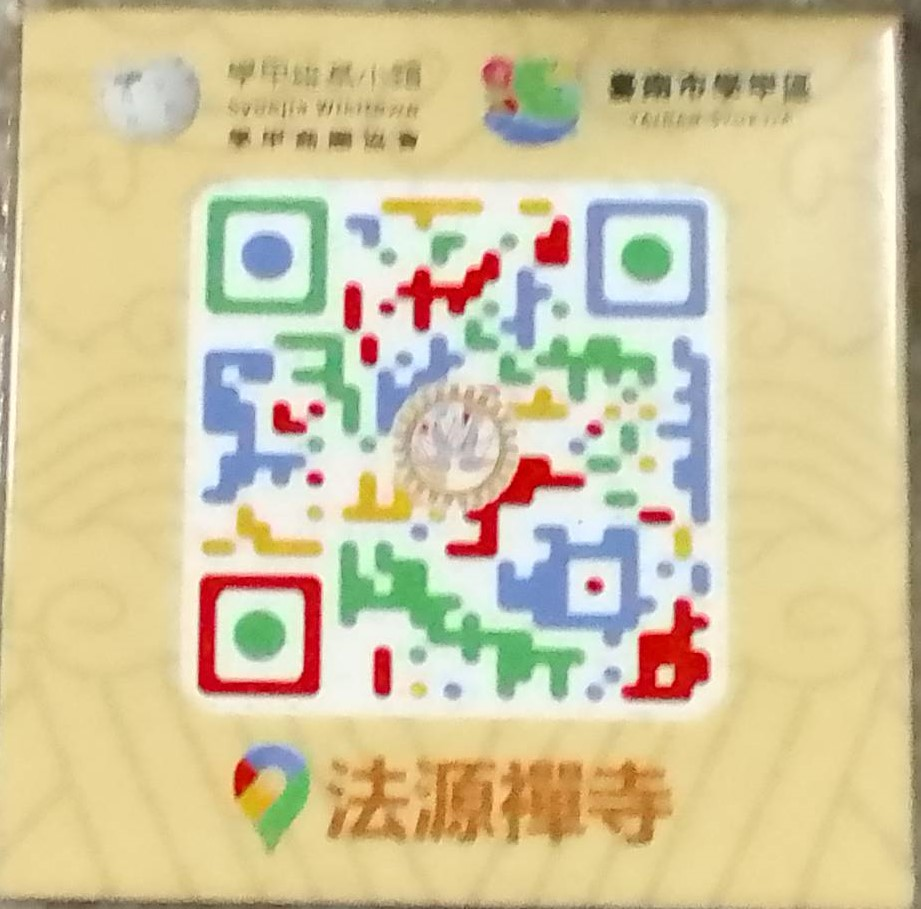
學甲法源禪寺-維基小鎮地標2維條碼磁牌